# شريف واكد
شريف واكد (بالعبرية: שאריף ואכד‏) هو فنان تشكيلي فلسطيني‚ ولد في عام 1964 في الناصرة، لعائلة فلسطينية من قرية المجدل المهجرة. واكد يعيش ويعمل بين فلسطين والولايات المتحدة الأمريكية.

## حياته
1983-1986 درس في جامعة حيفا الفن والفلسفة .

## أعمال فنية
من بين أعماله
- (Melancholia (1988
- (Zoom (1999
- (Jericho First (2002
- (Chic Point (2003
- (Tugra (2008
- (To be continued (2009
- (Beace Brocess (2010.